# Fusarin C
Fusarin C ist eine chemische Verbindung aus der Gruppe der Fusarine.

## Vorkommen
Fusarin C wurde erstmals 1981 aus einer Kultur von Fusarium moniliforme isoliert, die auf sterilisiertem Mais gewachsen war. 1984 wurde die absolute Konfiguration bestimmt und es wurde als natürliches Produkt von Mais gefunden. Fusarin C wird (wie auch das (8Z)-Isomer und die Fumonisine Fumonisin B1, B2 und B3) von mehreren Fusarium-Arten produziert, darunter Fusarium moniliforme, Fusarium poae, Fusarium avenaceum, Fusarium crookwellense, Fusarium culmorum, Fusarium graminearum und Fusarium sambucinum.

## Eigenschaften
Fusarin C ist ein gelbliches Öl, das löslich in Ethanol und Methanol ist. Die Verbindung ist instabil bei Einwirkung von Licht und Wärme und zersetzt sich schnell bei steigendem pH-Wert. Es zersetzt sich beim 20 minütigem Kochen bei 100 °C nahezu vollständig.

## Sicherheitshinweise
Nach der Entdeckung glaubte man, dass Fusarin C für die karzinogene Wirkung von mit den Pilzen infiziertem Mais verantwortlich ist. Inzwischen weiß man, dass diese Wirkung auf die Fumonisine zurückgeht. Die Mutagenität ist von der Anordnung der Substituenten an C15 und dem Epoxid-Ring (C13−C14) abhängig. Wird der Ring an andere Positionen verschoben, verschwindet die Mutagenität. Die Mutagenität entspricht in etwa der von Aflatoxin B1.

## Regulierung
Über den Safe Drinking Water and Toxic Enforcement Act of 1986 besteht in Kalifornien seit 1. Juli 1995 eine Kennzeichnungspflicht für Produkte, die Fusarin C enthalten.

## Externe Links zu erwähnten Verbindungen
1. ↑  Externe Identifikatoren von bzw. Datenbank-Links zu Fusarin C 8Z-Isomer:  CAS-Nr.: 90987-21-6, PubChem: 139586298, Wikidata: Q77503605.
2. ↑  Externe Identifikatoren von bzw. Datenbank-Links zu Fusarin C 6Z-Isomer:  CAS-Nr.: 194152-45-9, PubChem: 10836440, Wikidata: Q124431325.
3. ↑  Externe Identifikatoren von bzw. Datenbank-Links zu Fumonisin B2:  CAS-Nr.: 116355-84-1, EG-Nr.: 601-424-4, ECHA-InfoCard: 100.114.556, PubChem: 2733489, ChemSpider: 2015284, Wikidata: Q5508613.
4. ↑  Externe Identifikatoren von bzw. Datenbank-Links zu Fumonisin B3:  CAS-Nr.: 136379-59-4, PubChem: 3034751, Wikidata: Q81987566.